# Andreassen Lake
Der Andreassen Lake ist neben dem Green Lake der nördlichere zweier kleiner Seen auf der Ostseite der Ulu-Halbinsel auf der westantarktischen James-Ross-Insel. Er liegt zwischen der Saint Martha Cove und dem Andreassen Point.
Das UK Antarctic Place-Names Committee benannte ihn 2015 in Anlehnung an die Benennung der gleichnamigen Landspitze. Deren Namensgeber ist Frantz Leonard Andreassen (1858–1920), Erster Maat auf der Bark Antarctic, dem Schiff der Schwedischen Antarktisexpedition (1901–1903) unter der Leitung von Otto Nordenskjöld.